# Saint-Loup-sur-Semouse
 Saint-Loup-sur-Semouse  es una población y comuna francesa, situada en la región de Franco Condado, departamento de Alto Saona, en el distrito de Lure. Es el chef-lieu y mayor población del cantón de Saint-Loup-sur-Semouse.

## Demografía
| 2864 | 3468 | 4692 | 4907 | 4677 | 4291 |
| Para los censos de 1962 a 1999 la población legal corresponde a la población sin duplicidades (Fuente: INSEE [Consultar]) |      |      |      |      |      |